# Blake Green

a Compétitions nationales et continentales officielles uniquement.

Blake Green, né le 18 septembre 1986 à Fairfield (Australie), est un joueur de rugby à XIII australien évoluant au poste de demi d'ouverture.
Grand espoir du rugby à XIII australien puisque sélectionné dans les équipes de jeunes de l'équipe d'Australie, il fait ses débuts professionnels en National Rugby League en 2007 avec les Eels de Parramatta puis rejoint les Sharks de Cronulla et les Bulldogs de Canterbury, mais ne parvient pas à s'y imposer comme un titulaire indiscutable au sein de ces clubs où il dispute plus de cinquante rencontres en quatre saisons. Il décide alors de s'expatrier et se rend à Hull KR en Super League pour deux saisons puis les Warriors de Wigan. C'est avec ce dernier qu'il se constitue un palmarès en remportant la Super League et la Challenge Cup en 2013, et en disputant le World Club Challenge perdue en 2014, il y remporte également le Harry Sunderland Trophy récompensant le meilleur joueur de la finale de la Super League en 2013. Fort de cette expérience en Angleterre, il revient en NRL où pendant deux ans il est le titulaire au poste de demi de mêlée du Storm de Melbourne puis pendant une saison des Sea Eagles de Manly-Warringah. Il rejoint en 2018 les Warriors de New Zealand en Nouvelle-Zélande.

## Palmarès
- Collectif :
  - Vainqueur de la Super League : 2013 (Warriors de Wigan).
  - Vainqueur de la Challenge Cup : 2013 (Warriors de Wigan).

- - Finaliste du World Club Challenge : 2014 (Warriors de Wigan).
  - Finaliste de la National Rugby League : 2016 (Storm de Melbourne).
  - Finaliste de la Super League : 2014 (Warriors de Wigan).

- Collectif :
  - Vainqueur du Harry Sunderland Trophy : 2013 (Warriors de Wigan).

### En club

#### Statistiques
| Saison | Club                       | Compétition           | Matchs | Points | Essais | Goals | Drops |
| ------ | -------------------------- | --------------------- | ------ | ------ | ------ | ----- | ----- |
| 2007   | Parramatta Eels            | National Rugby League | 6      | -      | -      | -     | -     |
| 2008   | Cronulla-Sutherland Sharks | National Rugby League | 7      | -      | -      | -     | -     |
| 2009   | Cronulla-Sutherland Sharks | National Rugby League | 12     | 4      | 1      | -     | -     |
| 2010   | Canterbury Bulldogs        | National Rugby League | 18     | 8      | 2      | -     | -     |
| 2011   | Hull KR                    | Super League          | 26     | 48     | 12     | -     | -     |
| 2011   | Hull KR                    | Challenge Cup         | 2      | 8      | 2      | -     | -     |
| 2012   | Hull KR                    | Super League          | 9      | 8      | 2      | -     | -     |
| 2012   | Hull KR                    | Challenge Cup         | 1      | 4      | 1      | -     | -     |
| 2013   | Wigan Warriors             | Super League          | 24     | 36     | 9      | -     | -     |
| 2013   | Wigan Warriors             | Challenge Cup         | 4      | 8      | 2      | -     | -     |
| 2014   | Wigan Warriors             | Super League          | 19     | 24     | 6      | -     | -     |
| 2014   | Wigan Warriors             | Challenge Cup         | 1      | 4      | 1      | -     | -     |
| 2014   | Wigan Warriors             | World Club Challenge  | 1      | -      | -      | -     | -     |
| 2015   | Melbourne Storm            | National Rugby League | 26     | 32     | 8      | -     | -     |
| 2016   | Melbourne Storm            | National Rugby League | 24     | 8      | 2      | -     | -     |
| 2017   | Manly-Warringah Sea Eagles | National Rugby League | 24     | 12     | 3      | -     | -     |
| 2018   | New Zealand Warriors       | National Rugby League | 22     | 8      | 2      | -     | -     |
| 2019   | New Zealand Warriors       | National Rugby League | 21     | 8      | 2      | -     | -     |
| 2020   | Newcastle Knights          | National Rugby League | 3      | -      | -      | -     | -     |
| 2021   | Newcastle Knights          | National Rugby League | 0      | -      | -      | -     | -     |